# Берджер, Уильям Томас
Уильям Томас Берджер (англ. William Thomas Berger, 1815—1899) — лондонский промышленник, спонсор распространения христианства в Китае.

## Биография

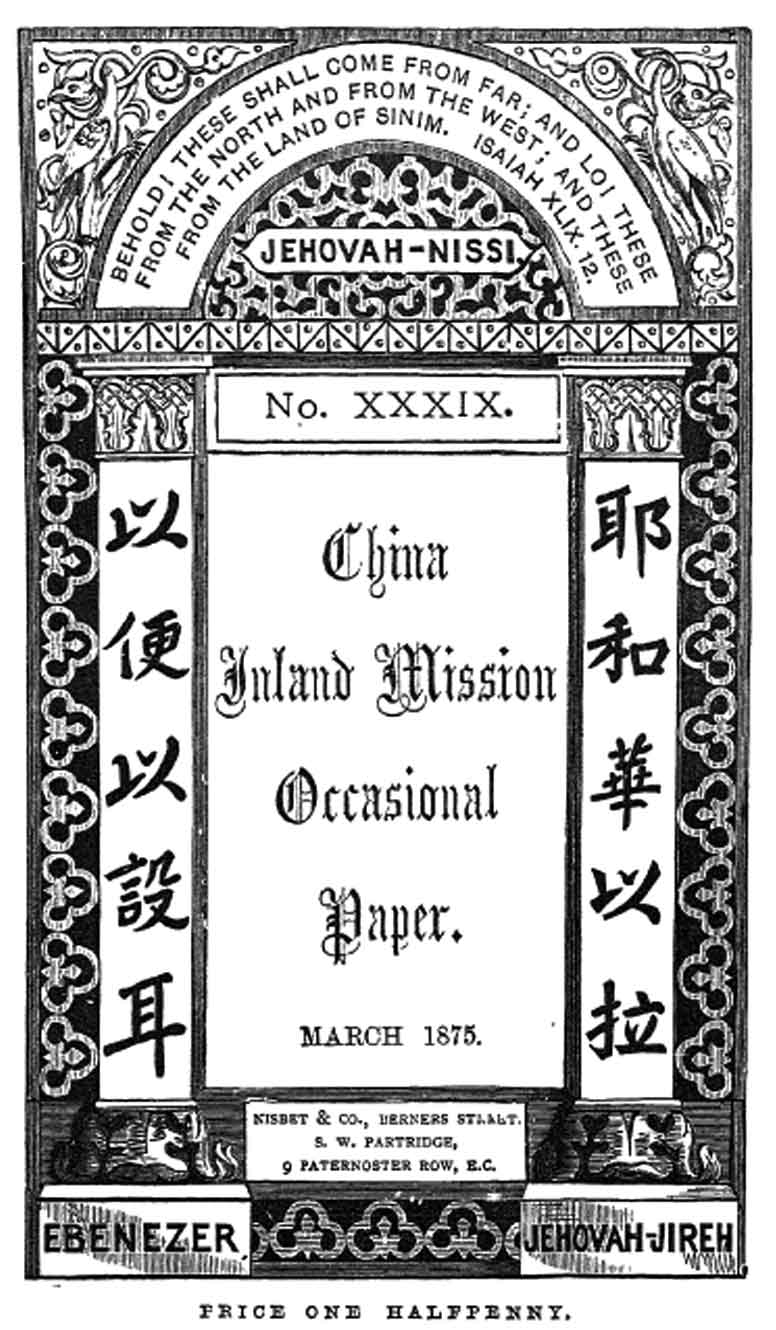
Обложка «Occasional Paper of the China Inland Mission» за 1875 год

Берджер был владельцем мануфактуры «Samuel Berger & Co», занимавшейся производством рисового крахмала. После того, как в 1865 году вернувшийся из Китая миссионер Хадсон Тейлор издал книгу «China’s Spiritual Need and Claims», то ради распространения христианского учения во внутренних провинциях Китая Берджер и Тейлор основали «Внутрикитайскую миссию» (англ. China Inland Mission); Берджер стал её «домашним» (то есть находящимся в Великобритании) директором, а Тейлор должен был действовать в Китае. Менее чем за год они собрали 2 тысячи фунтов стерлингов (что составляет 130 тысяч фунтов стерлингов в ценах 2007 года) и нашли 21 миссионера, с которыми в мае 1866 года Тейлор отправился в Китай. Берджер остался в Великобритании, будучи редактором «Occasional Paper of the China Inland Mission», и подыскивал новых миссионеров для работы в Китае.
В 1868 году Тейлор отправил группу миссионеров в Янчжоу, однако последовавшие беспорядки на религиозной почве вызвали бурную реакцию в Европе: британская пресса сочла, что именно Тейлор виновен в том, что между Великобританией и Китаем чуть не разразилась война. Берджеру пришлось защищать Тейлора и его людей от нападок прессы, зачастую при этом (из-за несовершенства средств связи того времени) находясь в неведении относительно реально происходивших событий.
Из-за проблем со здоровьем Берджер был вынужден уйти в отставку со своего поста, однако до конца жизни оставался другом Тейлора и продолжал поддерживать деятельность Внутрикитайской миссии.